# 전자볼트
전자볼트(electronvolt, 기호 eV)는 에너지의 단위로, 전자 하나가 1 볼트의 전위를 거슬러 올라갈 때 드는 일로 정의한다. 광자, 전자, 원자 등의 에너지를 잴 때 쓰는 단위 즉, 기본 전하와 1 볼트의 곱이다. 국제단위계의 에너지 단위인 줄과 다음과 같이 환산한다.
1 eV = 1.60217646 × 10-19 J
이 단위는 주로 입자 물리학 또는 핵물리학에서 사용한다. 이런 분야에서는 줄이 지나치게 큰 단위이고, 또 킬로그램보다 기본전하와 전위차가 더 측정하기 쉽기 때문에 전자볼트를 사용한다.
보통, 밀리-, 킬로-, 메가-, 기가 -, 테라-, 페타- , 등의 SI 접두어와 결합하여 meV, keV, MeV, GeV, TeV, PeV의 형태로 많이 쓰인다. 예를 들면, GeV는 기가 전자볼트 (=109 eV)를 나타낸다.

## 질량의 단위
질량-에너지 등가성에 의하면, 전자볼트는 질량의 단위이기도 하다. 입자 물리학에서는, E = mc2 로 부터 eV/c (c는 진공에서의 빛의 속도) 질량과 에너지가 종종 교환되면서 사용된다. 보통, c를 1로 간주하여, 단순히 eV가 질량의 단위로 사용된다.
예를 들면, 각각의 질량이 0.511 MeV/c2인 전자와 양전자가 쌍소멸하여 1.022 MeV의 에너지를 생성한다. 양성자는 0.938 GeV/c2의 질량을 갖는데, 1 기가전자볼트는 입자 물리학에서 매우 편리한 질량단위로 사용된다.
1 GeV/c2 = 1.783×10−27 kg
원자 질량 단위 (atomic mass unit, 1 amu =1 g/NA)는 수소 원자의 질량 및 양성자의 질량과 거의 같다. 다음 관계를 이용하여, 메가전자볼트를 원자 질량 단위로 변환할 수 있다.
1 amu = 931.46 MeV/c2 = 0.93146 GeV/c2
1 MeV/c2 = 1.074×10–3 amu